# Jardin du Luxembourg

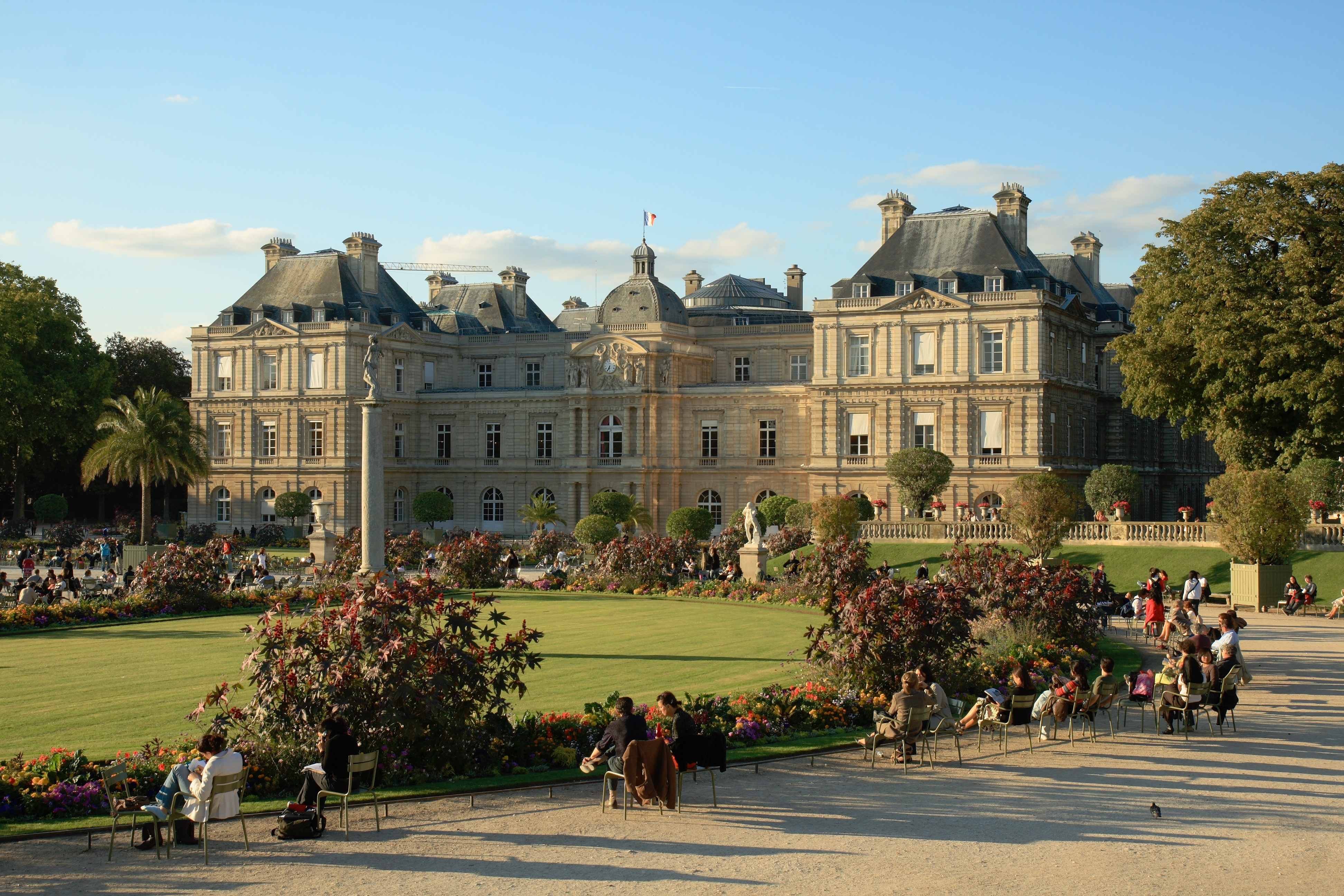
Het Palais du Luxembourg, zetel van de Senaat, gezien vanuit de Jardin du Luxembourg

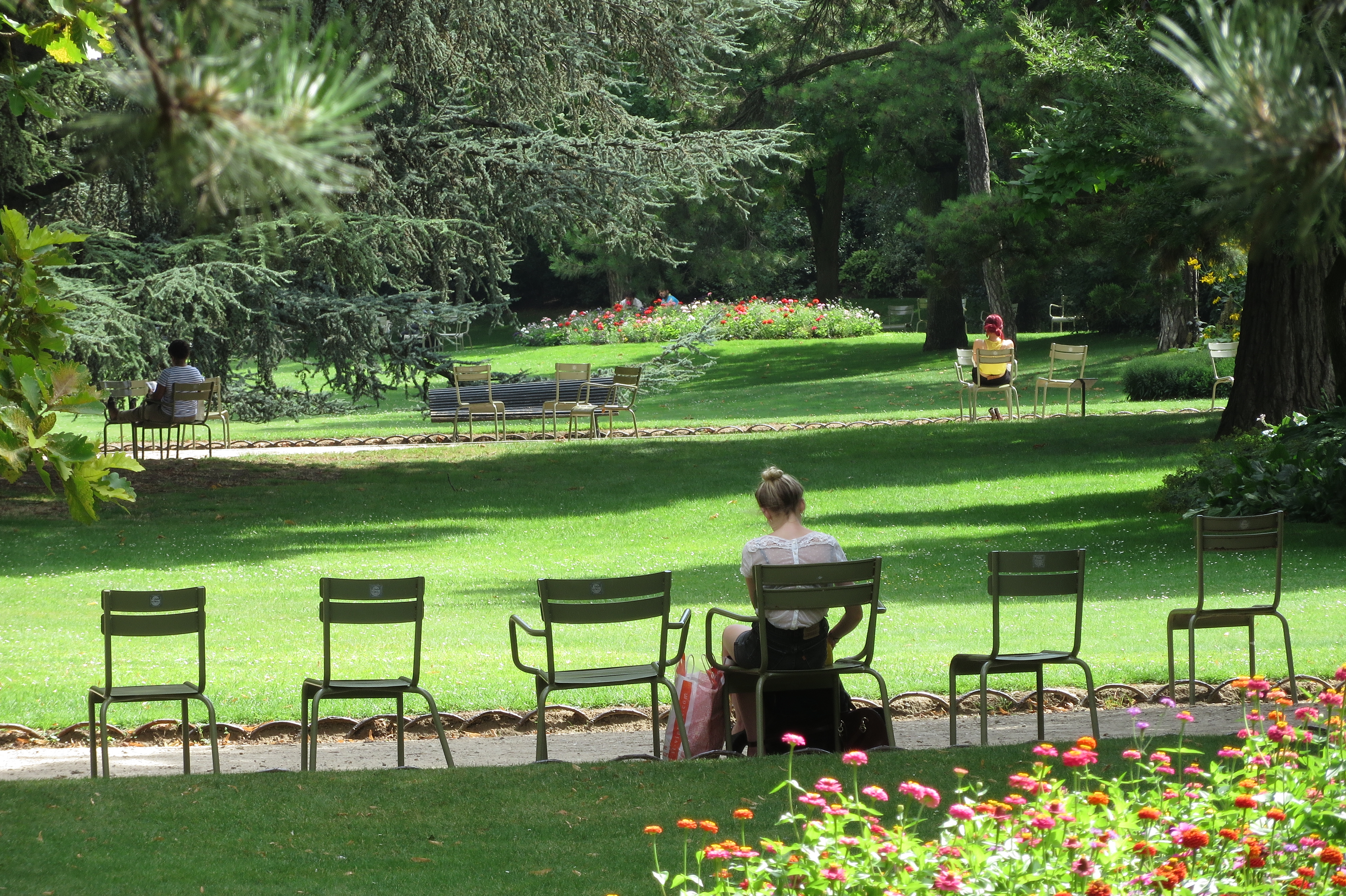
De tuin in de zomer

De Jardin du Luxembourg ('Luxemburgse tuin') is een stadspark in het 6e arrondissement van Parijs. Het werd in 1612 op verzoek van Maria de' Medici aangelegd als park rond het Palais du Luxembourg. Tijdens het Premier Empire restaureerde Jean-François-Thérèse Chalgrin het park. Sindsdien is het eigendom van de Franse Senaat. Parijzenaars spreken van le Luco of le jardin des sénateurs.
Het park beslaat 23 hectare langs de Boulevard Saint-Michel waarvan er 21 opengesteld zijn voor het publiek. Een grote achthoekige vijver domineert de tuinen. Naast terrassen, brede lanen en standbeelden heeft het park ook een openluchtcafé, poppentheater, tennisbanen, muziektent en een imkerschool.
De rust van het park trekt doordeweeks veel studenten die rond de vijver studeren of lezen. In het weekeinde en vooral op zondag is het park het domein van gezinnen met kinderen. Aan de vijver kunnen zij gebruik maken van kleine zeilbootjes om mee te spelen.

## Standbeelden
In het park bevinden zich meer dan honderd standbeelden, waaronder de reeks Reines de France et femmes illustres van Eugène Oudiné. Een bijzonder standbeeld is het eerste exemplaar van het  Vrijheidsbeeld door Frédéric Auguste Bartholdi gemaakt in 1870.

## Fonteinen
Maria de' Medici liet rond 1630 een grotto oprichten die bekend kwam te staan als de Medicifontein. De sculpturen in de drie nissen zijn 19e-eeuwse creaties van Auguste Ottin. Ook het 50 m lange bassin voor de fontein is aangelegd in die tijd.
Een tweede fontein in het park is het Monument voor Eugène Delacroix bij het Petit Luxembourg. Het is een creatie van Aimé-Jules Dalou uit 1890. Op de sokkel prijkt Delacroix' borstbeeld en de spiraalvormige compositie errond bestaat uit drie bronzen figuren: een zittend Genie der Kunsten applaudisseert, terwijl de Tijd (een gevleugelde man) een vrouw optilt (de Roem), die de kunstenaar een lauwerkrans en palmtak aanbiedt.

## Vervoer
De Jardin du Luxembourg wordt onder andere door het RER B-station Luxembourg bediend dat onder de Boulevard Saint-Michel gelegen is.

## Afbeeldingen

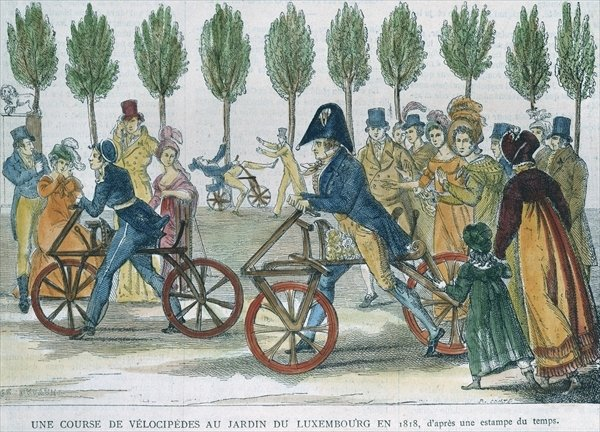
Wedstrijd met loopfietsen in het Jardin du Luxembourg, 1818
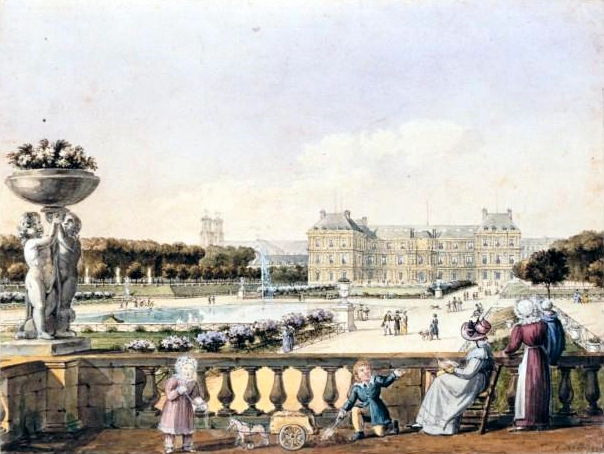
Christophe Civeton: Le jardin du Luxembourg, 1829
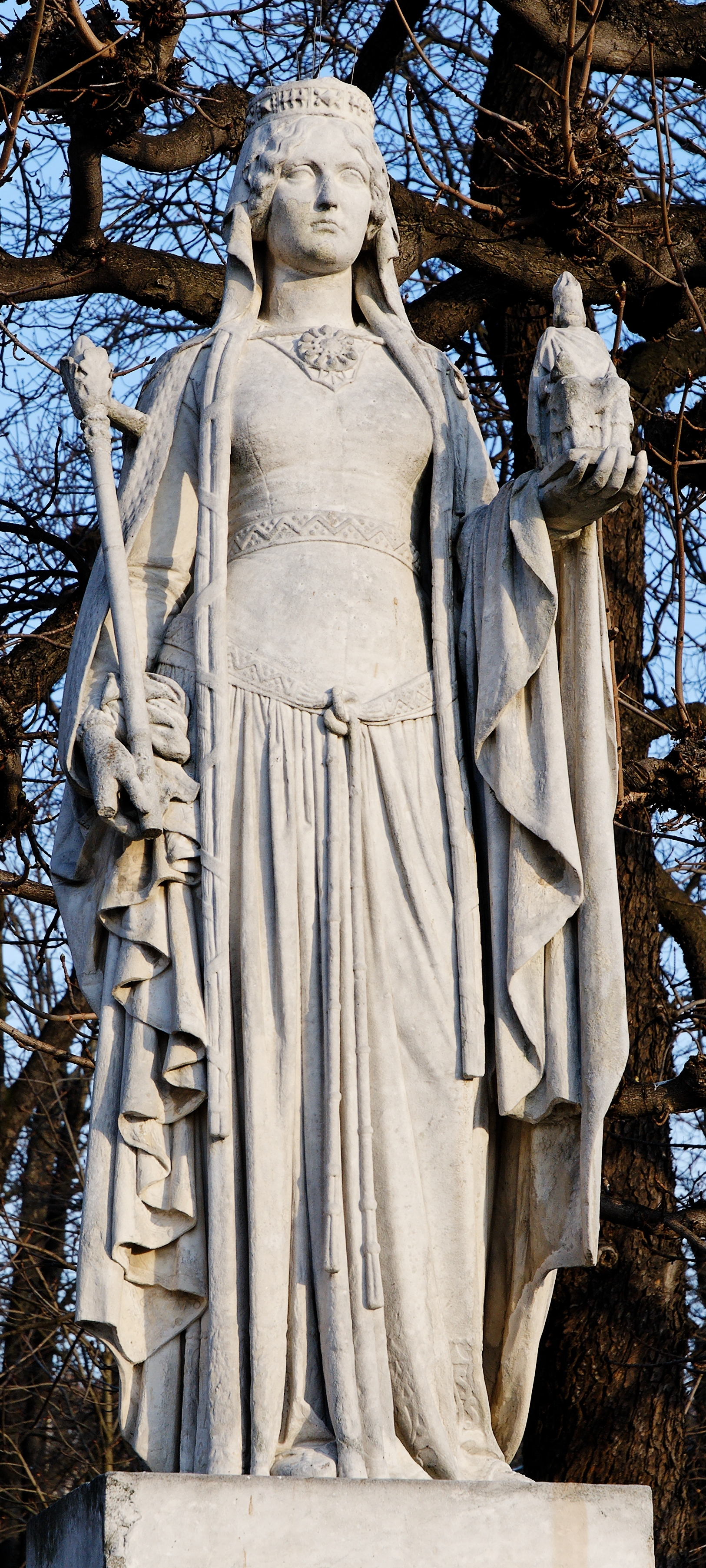
Eugène Oudiné: Bertrada van Laon, 1848. Jardin du Luxembourg
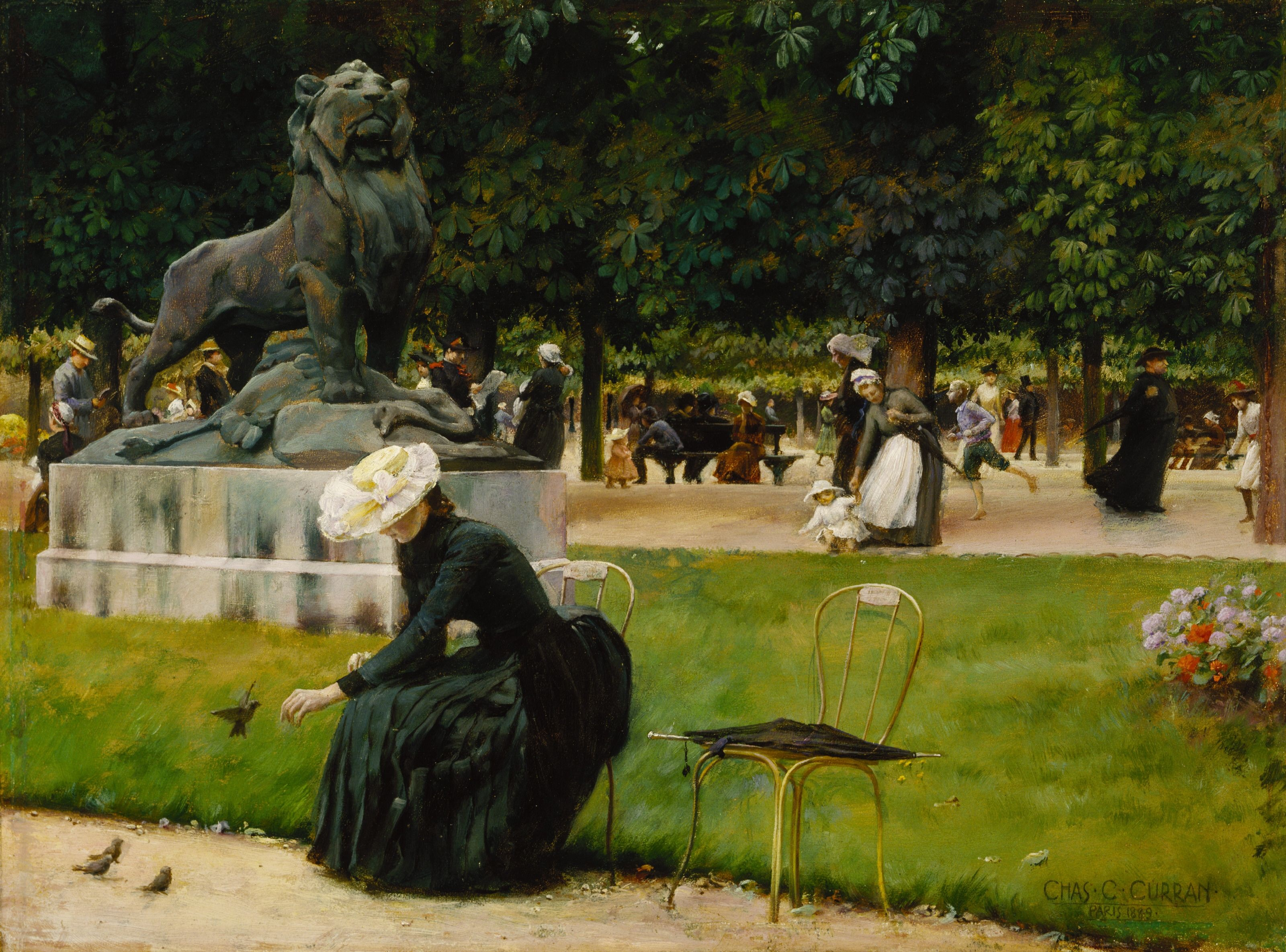
De Jardin du Luxembourg door Charles Courtney Curran (1889)
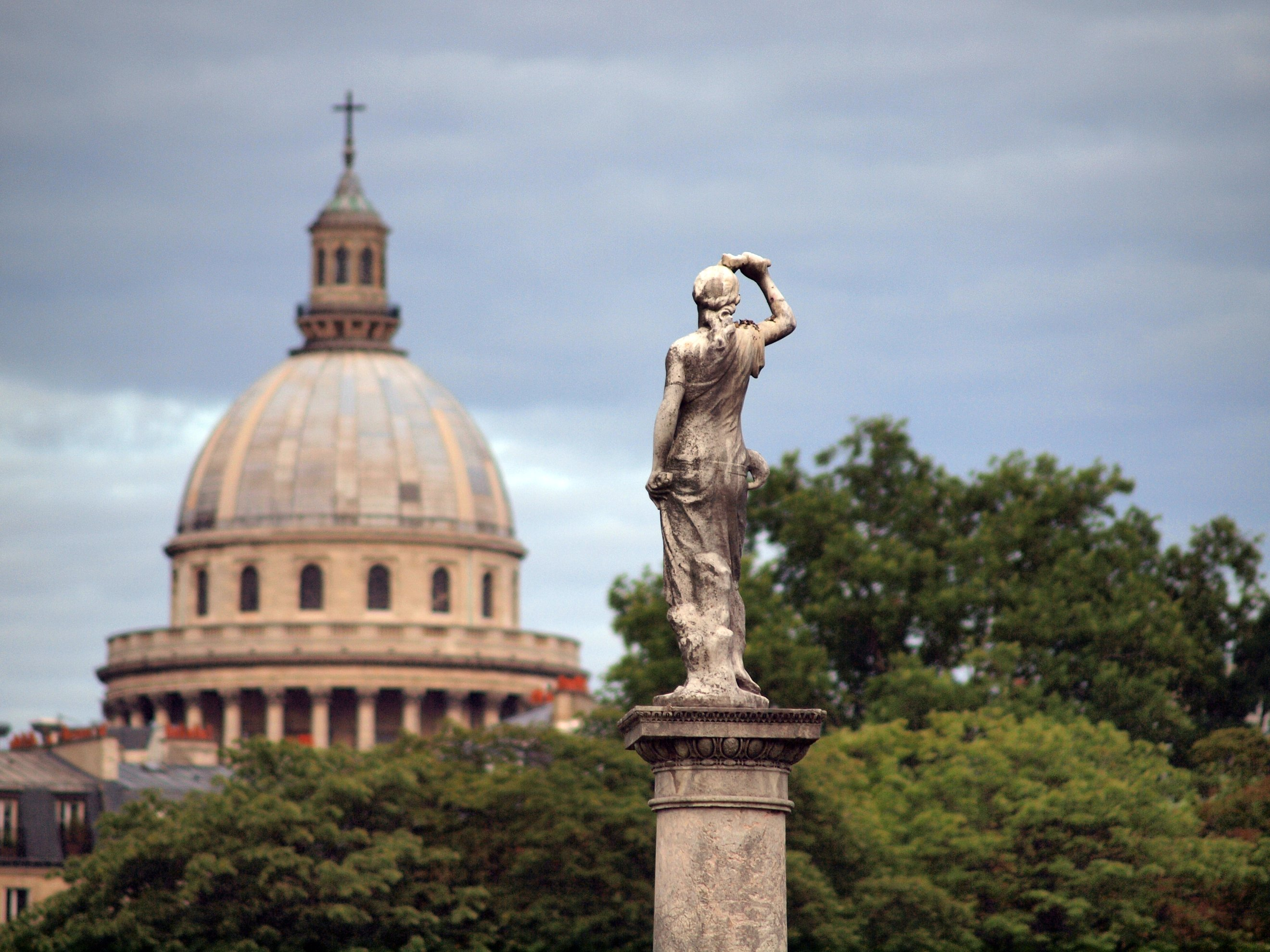
Het Panthéon gezien vanuit de Jardin du Luxembourg (2010)
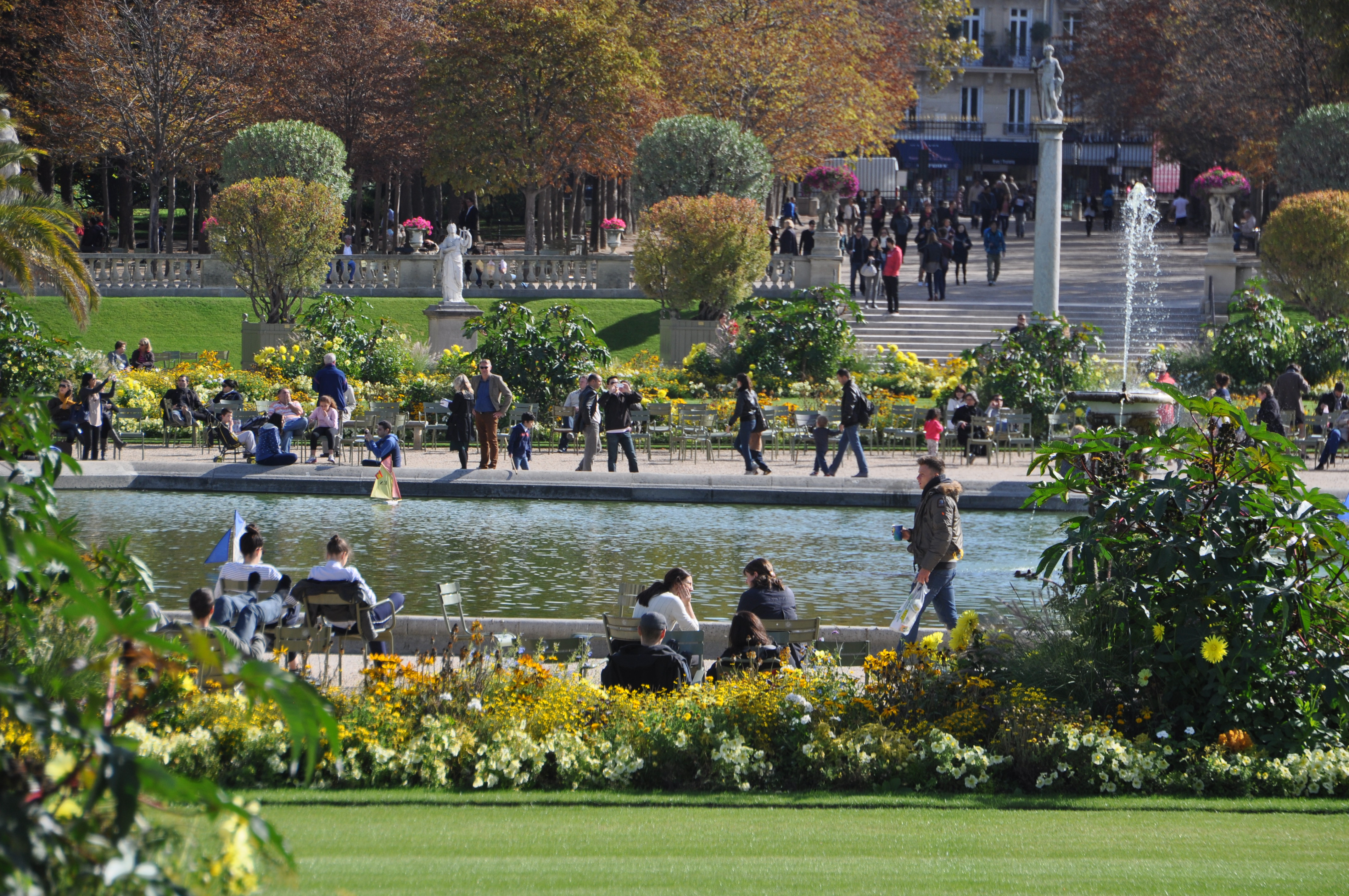
De vijver voor het Palais du Luxembourg

Bois de Boulogne ·
Bois de Vincennes ·
Coulée verte René-Dumont ·
Le Jardin d'acclimatation ·
Jardin Atlantique ·
Jardin du Bassin de l'Arsenal ·
Jardin du Champ-de-Mars ·
Jardin du Luxembourg ·
Jardin des Tuileries ·
Jardins des Champs-Élysées ·
Jardins des Halles ·
Jardins du Palais-Royal ·
Jardin des Plantes ·
Jardin des serres d'Auteuil ·
Parc André Citroën ·
Parc de Bagatelle ·
Parc de Belleville ·
Parc de Bercy ·
Parc de Boulogne ·
Parc de la Villette ·
Parc des Buttes-Chaumont ·
Parc floral de Paris ·
Parc Georges Brassens ·
Parc Monceau ·
Parc Montsouris ·
Parc Rives-de-Seine ·
Cité universitaire
Zie ook: Lijst van bezienswaardigheden in Parijs
- Gemeinsame Normdatei: 4310669-9
- MusicBrainz: ff1d8857-2936-49b6-bd97-2f4432435e98
- Nationale Bibliotheek van Tsjechië: ge129426
- Virtual International Authority File: 315530733
- WorldCat: E39PBJgXckCWhR3mrkpCw8Jbh3